# 北枕
北枕（きたまくら）とは、頭を北へ、足を南へ向けて寝ることである。

## 由来
仏教の祖である釈迦が入滅の際、北の方角へ頭を置いて横になった“頭北面西”（ずほくめんさい）といわれることから来ている。これは仏教が将来、北方で久住するという考えから“頭北”が生まれたものである。ただし、この説は北伝の大乗仏教のみで後代による解釈でしかない。
日本では釈迦の故事にちなみ、死を忌むことから、北枕は縁起が悪いこととされ、死者の極楽往生を願い遺体を安置する際のみ許されていた。
過去には中国でも北枕の風習があったと言われる。ただし、それは仏教に根付くものではなく、食中毒などの急死の際に、北枕に寝かせることで生き返ることがあったためである。この中国思想における北枕の思想は古墳時代初期における西日本の権力者の間にも伝わったと見られ、畿内・吉備・出雲における古墳被葬者に古代中国の宗教思想である「生者南面、死者北面」が流行したと考えられている。従って、中世とは異なり、受け入れられていた。

## 健康
北枕は、心臓への負担を和らげるため体にいいとされる考えがあり、『釈迦が北へ枕を向けたのもそのため』とする説もある。
風水では頭寒足熱の理にかなった「運気の上がる寝方」とされており、「頭寒足熱」説は体にいいとされる根拠の一つとなっている。また、「頭寒足熱」説以外に「地球の磁力線に身体が沿っていることによって血行が促される」とする説も存在し、先に説明した、過去の中国での生き返りもこれによって引き起こされたとの説がある。なお、地球の磁力線は水平面に平行しているわけではなく、伏角（地球の磁力線と水平面との角度）と呼ばれる角度だけ傾いているため、北枕にして水平に寝ても「磁力線に身体が沿った状態」とはならない。例えば、京都付近でいえば、北枕とした場合、水平面から50度ほど枕を下げた方向に磁力線が走っている。